# Eupithecia inexpiata
Eupithecia inexpiata là một loài bướm đêm trong họ Geometridae.